# همه‌شان را بکش ۲
همه‌شان را بکش ۲ (به انگلیسی: Kill 'Em All 2) یک فیلم اکشن آمریکایی محصول سال ۲۰۲۴ به کارگردانی والری میلف، نویسندگی جیم اگنیو با بازی ژان-کلود ون دام، ژاکلین فرناندز، پیتر استورماره و ماریا کونچیتا آلونسو است که دنباله‌ای بر فیلم همه‌شان را بکش (۲۰۱۷) محسوب می‌شود.

## داستان
فیلیپ (ون دام) با یک تروریست روسی-فرانسوی روبرو می‌شود که می‌خواهد به خاطر قتل برادرش از او انتقام بگیرد.

## بازیگران
- ژان-کلود ون دام در نقش فیلیپ
- ژاکلین فرناندز در نقش ونسا (دختر فیلیپ)
- پیتر استورماره در نقش مأمور سیا هولمن
- ماریا کونچیتا آلونسو در نقش سندرز مأمور اداره تحقیقات فدرال
- نیکلاس ون دام در نقش ایوان
- آندری لنارت در نقش ولاد پتروویچ
- مردیت مکیسون در نقش نادیا
- تالیا آسراف در نقش لیدیا

## ساخت
تصویربرداری اصلی در ژانویه ۲۰۲۴ در تورین، ایتالیا انجام شد.

## انتشار
این فیلم در ۲۴ سپتامبر ۲۰۲۴ به صورت ویدئو به‌درخواست منتشر شد.

## بازخوردها
این فیلم با نقدهای ضعیفی روبه‌رو شد، در بانک اطلاعات اینترنتی فیلم‌ها بر اساس رای ۱٫۰۰۰ مخاطب این فیلم دارای نمره ۴ از ۱۰ می‌باشد.